# Vaira Vīķe-Freiberga
Vaira Vīķe-Freiberga (ˈvaira ˈviːce ˈfreiberga; Riga, 1º dicembre 1937) è una politica lettone, ex Presidente della Repubblica lettone.
Eletta nel 1999, il mandato le è stato rinnovato nel 2003. Il 7 luglio 2007 è stata succeduta nella carica di Presidente da Valdis Zatlers, eletto il 31 maggio 2007. È stata la prima donna a ricoprire tale incarico.

## Biografia
I genitori di Vaira Vīķe-Freiberga erano profughi, abbandonarono la Lettonia nel 1944 durante la seconda guerra mondiale e vissero in diversi paesi tra cui Germania, Marocco e Canada.
Vaira Vīķe-Freiberga studiò presso l'Università di Toronto e presso la McGill-University, dove completò il dottorato in psicologia nel 1965.
Tra il 1965 e il 1998 insegnò psicologia presso l'Università di Montréal. In questo periodo fu membro attivo della comunità lettone in Canada, gran parte della sua attività di ricerca era dedicata allo studio delle dainas tradizionali lettoni.
Nel 1998 tornò in Lettonia per assumere la guida dell'Istituto Lettone, un'organizzazione per la promozione della conoscenza del paese all'estero. L'anno successivo fu eletta presidente della repubblica succedendo a Guntis Ulmanis.
Vaira Vīķe-Freiberga parla correntemente diverse lingue tra le quali il lettone, l'inglese, il tedesco e il francese. È sposata con Imants Freibergs, docente di informatica presso l'università di Québec a Montréal, la coppia ha due figli: Kārlis e Indra.
Nel 2005 le fu conferito il Premio Hannah Arendt per il pensiero politico.
Apartitica, Vaira Vīķe-Freiberga ha contribuito all'orientamento verso occidente del paese, ha promosso e sostenuto l'adesione all'Unione europea. Per la sua indipendenza dagli schieramenti politici e la sua personalità determinata è stata molto benvoluta dalla popolazione.
Le sue dichiarazioni riguardo al campo di concentramento di Salaspils, da lei definito "Campo di rieducazione" e "Campo di lavoro", le hanno alienato le simpatie della comunità Russa di Lettonia (costituente all'incirca il 30% della popolazione), ma guadagnate quelle della parte di popolazione che si identifica nell'ultranazionalismo.